# Списак језика по броју говорника
Следеће табеле представљају списак језика по броју говорника, процењен на различите начине, од стране различитих извора, у различито време.
Пошто је дефиниција језика донекле дискутабилна, неки узајамно разумљиви идиоми са различитим националним стандардима, или различитом самоидентификацијом су наведени заједно (нпр. Индонежански и Малајски; Хрватски, Бошњачки и Српски итд.)

## Национална енциклопедија
Следећи списак садржи 100 језика са највећим бројем говорника 2007. године. Националенциклопедин се сматра најутицајнијом енциклопедијом на шведском језику.
Пошто се пописне методе значајно разликују у различитим државама и неке државе у својим пописима не наводе језик, сваки списак језика по броју изворних говорника или укупном броју говорника је базиран на претпоставкама.

## Етнологија
У следећем списку наведени су језици по броју говорника, како су процењени од стране сајта Етнологуе.
Тај сајт садржи податке о 1300 језика са 100 или више хиљада говорника, 750 са 300 или више хиљада, око 400 са милион и више говорника, 200 са најмање 3 милиона, 80 са око 10 милиона и 40 са 30 или више милиона.
Бројке су у већини случајева пропраћене датумима прикупљања; за неке језике стари датум прикупљања може значити да је тренутни број говорника значајно другачији од наведеног.

### Више од 100 милиона изворних говорника
| Језик               | Породица                  | Изворних говорника                  | Друге претпоставке                                                                              |
| ------------------- | ------------------------- | ----------------------------------- | ----------------------------------------------------------------------------------------------- |
| Кинески Мандарински | Сино-тибетанска           | 940 милиона (2021)                  | Све варијанте: 1,2 милијарде                                                                    |
| Шпански             | Индоевропска, Италска     | 500 милиона (2023)                  | 500 мил. изворних, 600 милиона укупно                                                           |
| Енглески            | Индоевропска, Германска   | 380 милиона (2021)                  | 380 мил. (као матерњи језик), 1077 милијарди. (као други језик) и око 750 мил. као страни језик |
| Хинди               | Индоевропска, Индоаријска | 350 милиона (2011)                  | 420 милиона (хинди и урду заједно)                                                              |
| Арапски             | Афроазијска, Семитска     | 380 милиона (свих варијанти) (2024) | 330 милиона (као други језик)                                                                   |
| Португалски         | Индоевропска, Италска     | 260 милиона (2012-2020)             | 300 милиона укупно                                                                              |
| Бенгалски           | Индоевропска, Индоаријска | 240 милиона (2011–2021)             | 281 милиона укупно                                                                              |
| Руски               | Индоевропска, Словенска   | 150 милиона (2020)                  | 262 милиона укупно                                                                              |
| Панџапски           | Индоевропска, Индоаријска | 148 милиона (2011–2017)             | /                                                                                               |
| Јапански            | Јапанска                  | 120 милиона (2020)                  | /                                                                                               |

### Од 50 до 100 милиона изворних говорника
| Језик                   | Породица                              | Изворни говорници        | Укупно             | Друге претпоставке                                         |
| ----------------------- | ------------------------------------- | ------------------------ | ------------------ | ---------------------------------------------------------- |
| Немачки                 | Индоевропска, Германска               | 95 милиона (стандардни)  | 175-180 милиона    | 95 мил. изворних, 80-85 мил. широм света (као други језик) |
| Јуе (Кантонски)         | Сино-тибетанска                       | 86 милиона (2022)        | /                  | /                                                          |
| Вијетнамски             | Аустроазијска, Вијет-муонг            | 85 милиона (2019)        | /                  | /                                                          |
| Турски                  | Урало-алтајска, туркијска             | 84 милиона (2006)        | 90 милиона         | 6 мил. (као други језик)                                   |
| Малајски                | Аустронезијска, Малајско-Полинезијска | 84 милиона (2004–2010)   | 290 милиона        | /                                                          |
| Ву (Шангајски дијалект) | Сино-тибетанска                       | 80 милиона (2007)        | /                  | /                                                          |
| Марати                  | Индоевропска, Индоаријска             | 83 милиона (2011)        | 99 милиона         | 16 мил. (као други језик)                                  |
| Телугу                  | Дравидска                             | 83 милиона (2011 цензус) | 96 милиона         | 13 мил. (као други језик)                                  |
| Корејски                | Корејска (језички изолат)             | 81 милиона (2022)        | /                  | /                                                          |
| Тамилски                | Дравидска                             | 79 милиона (2011–2019)   | 87 милиона         | 8 мил. (као други језик)                                   |
| Француски               | Индоевропска, Италска                 | 74 милиона (2020)        | 310 милиона        | 238 мил. (као други језик)                                 |
| Урду                    | Индоевропска, Индоаријевска           | 70 милиона (2011–2017)   | 240 милиона (2020) | 170 мил. (као други језик)                                 |
| Јавански                | Аустронезијска, Малајско-полинезијска | 68 милиона (2015)        | /                  | /                                                          |
| Италијански             | Индоевропска, Италска                 | 65 милиона (2022)        | 68,1 милиона       | 3,1 мил. (као други језик)                                 |
| Персијски (Персијки)    | Индоевропска, Иранска                 | 62 мил.                  | 79 милиона         | 17 мил. (као други језик)                                  |
| Гуџарати                | Индоевропска, Индоаријска             | 57 мил. (2011 цензус)    | 62 мил.            | /                                                          |
| Хауса                   | Афроазијска, Чадска                   | 54 мил. (2011–2023)      | 88 мил.            | /                                                          |

### Од 30 до 50 милиона изворних говорника
| Језик                       | Породица                              | Број изворних говорника                                     | Укупно    | Остале претпоставке                                                                  |
| --------------------------- | ------------------------------------- | ----------------------------------------------------------- | --------- | ------------------------------------------------------------------------------------ |
| Мин нан (Тајвански, Хокиен) | Синотибетанска                        | 46,8 мил. (1988-2001)                                       | /         |                                                                                      |
| Боџпури                     | Индоевропска, Индоаријевска           | 39,8 мил. (потцењен, многи говорници се убрајају под Хинди) | /         |                                                                                      |
| Пољски                      | Индоевропска, Словенска               | 39 мил. (1986)                                              | /         |                                                                                      |
| Канада                      | Дравидска                             | 37,3 мил.                                                   | 46,7 мил. |                                                                                      |
| Украјински                  | Индоевропска, Словенска               | 36 мил.                                                     | /         |                                                                                      |
| Шијанг (Хунански)           | Синотибетанска                        | 36 мил.                                                     | /         |                                                                                      |
| Сундски                     | Аустронезијска, Малајско-полинезијска | 34 мил.                                                     | /         |                                                                                      |
| Малајалам                   | Дравидска                             | 34 мил.                                                     | /         |                                                                                      |
| Узбечки                     | Урало-алтајска, туркијска             | 33 мил.                                                     | /         |                                                                                      |
| Маитхили                    | Индоевропска, Индоаријевска           | 32,8 мил.                                                   | /         |                                                                                      |
| Орија                       | Индоевропска, Индоаријевска           | 32,1 мил.                                                   | /         |                                                                                      |
| Бурмански                   | Синотибетанска, Тибетско-бурманска    | 32 мил.                                                     | 42 мил.   | 50-56 мил. укупно, укључујући 18 до 23 мил. Л2 говорника (Језичка комисија Мјанмара) |
| Хака                        | Синотибетанска                        | 30,1 мил.                                                   | /         |                                                                                      |

### Од 10 до 30 милиона изворних говорника
| Језик                                     | Породица                              | Број изворних говорника (у милионима)               | Укупно говорника (у милионима) | Остале претпоставке                                                              |
| ----------------------------------------- | ------------------------------------- | --------------------------------------------------- | ------------------------------ | -------------------------------------------------------------------------------- |
| Источни Пенџабски                         | Индоевропска, Индоаријевска           | 29.5 (2001)                                         |                                |                                                                                  |
| Пашто                                     | Индоевропска, Иранска                 | 26,9 (1993-2008)                                    |                                |                                                                                  |
| Холандски                                 | Индоевропска, Германска               | 25 (2021)                                           |                                |                                                                                  |
| Румунски                                  | Индоевропска, Италска                 | 25 (2020)                                           |                                |                                                                                  |
| Тагалог (Филипино)                        | Аустронезијска, Малајско-полинезијска | 24 (2000. (као Тагалог)), 25 (2007. (као Филипино)) |                                | До 85% становништва Филипина има знање Тагалога/Филипина                         |
| Ган                                       | Сино-тибетанска                       | 21 (1984)                                           |                                |                                                                                  |
| Синди                                     | Индоевропска, Индоаријевска           | 21 (2001)                                           |                                | Значајан број Л2 говорника                                                       |
| Таи                                       | Таи-Кадаи, Таи                        | 21 (2000)                                           | 60 (2000)                      | Постоје различите дефиниције око тога који дијалекти тј. језици чине Таи         |
| Азерски                                   | Турска, Огузка                        | 20 (2001-2006)                                      | 28                             | Подаци о говорницима у Ирану су су веома несигурни. ЦИА: 26 мил. изворних (2010) |
| Раџастани                                 | Индоевропска, Индоаријевска           | 20 (2000-2003)                                      |                                |                                                                                  |
| Лао-Исан                                  | Таи-Кадаи, Таи                        | 19 (1983-1991)                                      | 20                             |                                                                                  |
| Јоруба                                    | Нигер-конгоанска, Волта-нигерска      | 19 (1993)                                           | 21                             |                                                                                  |
| Српскохрватски (Српско-Хрватско-Бошњачки) | Индоевропска, Словенска               | 18 (2011–2021)                                      |                                | Понекад се поред три наведена додаје и црногорски.                               |
| Игбо                                      | Нигер-конгоанска, Волта-нигерска      | 18 (1999)                                           |                                | 18-25 мил.                                                                       |
| Северни Берберски                         | Афроазијска, Берберска                | 15-22                                               |                                |                                                                                  |
| Амхарски                                  | Афроазијска, Семитска                 | 17,5 (1994)                                         | 22                             | Значајан број Л2 говорника                                                       |
| Оромо                                     | Афроазијска, Кушитска                 | 17 (1994)                                           |                                | 30 милиона људи са Оромо етничким пореклом, Значајан број Л2 говорника.          |
| Чатисгари                                 | Индоевропска, Индоаријевска           | 17,5 (2002)                                         |                                | Често се убраја у Хинди                                                          |
| Казашки                                   | Урало-алтајска, туркијска             | 17 (2021 цензус)                                    |                                |                                                                                  |
| Асамски                                   | Индоевропска, Индоаријевска           | 16,8 (2000)                                         |                                | Доста Л2 говорника                                                               |
| Курдски                                   | Индоевропска, Иранска                 | 16 (1980-2004)                                      |                                |                                                                                  |
| Синхалски                                 | Индоевропска, Индоаријевска           | 16 (2007)                                           | 18                             |                                                                                  |
| Себуано                                   | Аустронезијска, Малајско-полинезијска | 15,8 (2000)                                         |                                | Значајан број Л2 говорника                                                       |
| Рангпури                                  | Индоевропска, Индоаријевска           | око 15 (2007)                                       |                                |                                                                                  |
| Малагаси                                  | Аустронезијска, Малајско-полинезијска | 15 (2006)                                           | 22                             |                                                                                  |
| Кмерски                                   | Аустроазијска, Мон-кмерска            | 15 (2006)                                           | 16                             |                                                                                  |
| Мађарски                                  | Урало-алтајска, Угрофинска            | 15                                                  |                                |                                                                                  |
| Сото-Тсвана                               | Нигер-конгоанска, Банту               | 15 (2006)                                           |                                |                                                                                  |
| Непалски                                  | Индоевропска, Индоаријевска           | 14 (2001)                                           |                                | Већина становника Непала (око 32 мил.) зна Непалски.                             |
| Руанда-Рунди                              | Нигер-конгоанска, Банту               | 14 (1986-1998)                                      |                                | Укупан број говорника је вероватно близу 23 милиона                              |
| Сомалски                                  | Афроазијска, Кушитска                 | 14 (2006)                                           |                                |                                                                                  |
| Мадурски                                  | Аустронезијска, Малајско-полинезијска | 14 (2000)                                           |                                |                                                                                  |
| Харјанви                                  | Индоевропска, Индоаријевска           | 13 (1992)                                           |                                | Често се убраја под Хинди                                                        |
| Фулани                                    | Нигер-конгоанска, Сенегамбијска       | 13 (1991-2007)                                      |                                | Значајан број Л2 говорника                                                       |
| Магахи                                    | Индоевропска, Индоаријска             | 13 (2002)                                           |                                | Често се убраја под Хинди                                                        |
| Грчки                                     | Индоевропска, Грчка                   | 13 (2002)                                           |                                |                                                                                  |
| Читагонијски                              | Индоевропска, Индоаријевска           | 13 (2006)                                           |                                | Понекад се матра дијалектом бенгалског, али нису узајамн разумљиви               |
| Декански                                  | Индоевропска, Индоаријевска           | 12,8 (2000)                                         |                                |                                                                                  |
| Чешки                                     | Индоевропска, Словенска               | 12,6 (2022)                                         |                                |                                                                                  |
| Шона                                      | Нигер-конгоанска, Банту               | 10,8 (2000)                                         | 11,6                           |                                                                                  |
| Мин Беи                                   | Сино-тибетанска                       | 10,3 (1984)                                         |                                |                                                                                  |
| Зулу                                      | Нигер-конгоанска, Банту               | 10,3 (2006)                                         |                                |                                                                                  |
| Силхети                                   | Индоевропска, Индоаријевска           | 10                                                  |                                |                                                                                  |
| Шведски                                   | Индоевропска, Германска               | 10 (2012–2021)                                      | 13                             |                                                                                  |

### До 10 милиона изворних говорника
| Језик                | Породица                              | Број изворних говорника (у милионима) | Укупан број говорника (у милионима) | Друге претпоставке                                        |
| -------------------- | ------------------------------------- | ------------------------------------- | ----------------------------------- | --------------------------------------------------------- |
| Кануаји              | Индоевропска, Иноаријевска            | 9,5 (2001)                            |                                     | Обично се убраја под Хинди                                |
| Бугарски             | Индоевропска, Словенска               | 9, Казашки 1 (1986)                   |                                     |                                                           |
| Мин Донг (Фуџоу)     | Сино-тибетанска                       | 8,6 (2000)                            |                                     |                                                           |
| Ујгурски             | Турска, Ујгурска                      | 8,9 (2000)                            |                                     |                                                           |
| Чева (Нјања)         | Нигер-конгоански, Банту               | 8,7 (2001)                            |                                     |                                                           |
| Акан (Тви, Фанте)    | Нигер-конгоанска, Ква                 | 8,3                                   | 9,3                                 | 10 милиона изворних (око 20 мил. укупно)                  |
| Макува (Ломве)       | Нигер-конгоанска, Банту               | 8,0 (2006)                            |                                     |                                                           |
| Багхели              | Индоевропска, Индоаријевска           | 7,9 (2004)                            |                                     | Обично се убраја под Хинди                                |
| Ксоса                | Нигер-конгоански, Банту               | 7,8 (2006)                            |                                     |                                                           |
| Хаићански креолски   | Креол француског                      | 7,7 (2001)                            |                                     |                                                           |
| Конкани              | Индоевропска, Индоаријевска           | око 7,6 (2001)                        |                                     |                                                           |
| Албански             | Индоевропска, Албанска                | 7,5 (1989-2007)                       |                                     |                                                           |
| Гикују               | Нигер-конгоански, Банту               | 7,9                                   |                                     |                                                           |
| Африканс             | Индоевропска, Германска               | 7,1 (2011)                            | 15,2                                | Види: Холандски                                           |
| Илокано              | Аустронезијски, Малајско-полинезијски | 7,0 (2000)                            |                                     | Значајан број Л2 говорника                                |
| Балочи               | Иноевропска, Иранска                  | 7,0 (1998)                            |                                     |                                                           |
| Јужни Кечуа          | Кечуански                             | 6,9 (1987-2002)                       |                                     |                                                           |
| Батак                | Аустронезијски, Малајско-полинезијски | 6,85 (1991-2000)                      |                                     |                                                           |
| Туркменски           | Турска, Огузка                        | 6,6 (1995-1997)                       |                                     |                                                           |
| Моси-Дагомба         | Нигер-конгоанска, Гур                 | 6,4 (1991-2003)                       |                                     | Не уклјучујући Фрафра                                     |
| Јерменски            | Индоевропска, Јерменска               | 6,4 (2001)                            |                                     |                                                           |
| Сукума-Њамвези       | Нигер-конгоанска, Банту               | 6,4 (2006)                            |                                     |                                                           |
| Тсилуба (Луба-Касаи) | Нигер-конгоанска, Банту               | 6,3 (1991)                            | 7,0                                 |                                                           |
| Сантали              | Аустроазијска, Мунда                  | 6,2 (1997)                            |                                     |                                                           |
| Конго                | Нигер-конгоанска, Банту               | око 6 (2007)                          | око 11                              | Бројке су приближне                                       |
| Хилигајнон           | Аустронезијска, Малајско-полинезијска | 5,8 (2000)                            |                                     | Значајан број Л2 говорника                                |
| Тигриња              | Афро-азијска                          | 5,8                                   | 6,0                                 |                                                           |
| Монголски            | Монголска                             | 5,7 (1982-1995)                       |                                     | Мањи број Л2 говорника                                    |
| Наполитански         | Индоевропска, Романска                | 5,7 (1976)                            |                                     |                                                           |
| Бхили (Вагди)        | Индоевропска, Индо-аријанска          | 5,6 (1998-2007)                       |                                     |                                                           |
| Дански               | Индоевропска, Германска               | 5,6 (2007)                            |                                     |                                                           |
| Минангкабау          | Аустронезијска                        | 5,5 (2007)                            |                                     |                                                           |
| Кашмирски            | Индоевропска, Индо-аријанска          | 5,6                                   |                                     | подаци су наводно из периода после 2000.                  |
| Татарски             | Турска, Кипчак                        | 5,5 (2010)                            |                                     |                                                           |
| Хебрејски            | Афро-азијска, Семитска                | 5,3 (1998)                            |                                     | Бројка представља изворне говорнике. Значејна Л2 употреба |
| Фински               | Урало-алтајска, Угрофинска            | 5,0 (1993)                            |                                     |                                                           |
| Словачки             | Индоевропска, Словенска               | 5,0 (2011–2021)                       |                                     | Видети и: Чешки                                           |
| Белоруски            | Индоевропска, Словенска               | 3,2 (2009)                            |                                     |                                                           |